# 北部福岡緊急連絡管
北部福岡緊急連絡管（ほくぶふくおかきんきゅうれんらくかん、通称：福北導水ふくほくどうすい）は、福岡都市圏と北九州都市圏を結ぶ広域水道管である。
ここでは宗像地方に水道用水を供給する「北九州市水道用水供給事業」についても解説する。

## 概要
福岡大渇水、福岡県西方沖地震の経験を踏まえ、渇水や自然災害、大規模テロ、施設事故等に対する危機管理対策の一環として、福岡市水道局および福岡地区水道企業団と北九州市上下水道局の水道管を接続するために建設された「緊急供給用」の水道管である。大都市である福岡市と北九州市が水道用水（原水）の相互融通を行うことにより、福北2大都市で水という最も基本的なライフラインの確保を図る目的で建設された。福岡・筑紫地域の筑後川水系・多々良川水系・玄界灘の海水淡水化（まみずピア）による水供給、北九州地方の遠賀川水系・紫川水系・今川水系・山国川水系による水供給という、広域にわたる多数の水道用水源・浄水施設によるバックアップが可能になり、北九州市・福岡市、経路上の宗像地方だけでなく、北九州市上下水道局に水道を委託する自治体や福岡地区水道企業団加盟自治体の計18市町の約250万人分の飲料水と炊事用水、もしくは20万人分の生活用水を賄える。平時は北九州市から維持用水として北部福岡緊急連絡管に給水し、設備を維持している。
また、経路上にある宗像地方3市1町（宗像市、福津市、古賀市、新宮町）は、小規模河川・地下水に依存しており、水供給を安定化するために、北部福岡緊急連絡管を常時流れる維持用水を活用して北九州市より水道水を各自治体の水道設備へ用水を常時供給する「北九州市水道用水供給事業」を行っている。これにより水道水用の原水の確保のほか、施設設備の維持投資の節約にもつながるという。
これら3市1町は福岡地区水道企業団にも加盟し、福岡地区からも水道用水供給を受けることで、水供給の冗長化を実現している。（詳細は福岡地区水道企業団を参照）
構想自体は1994年頃より行われていたが、福岡県西方沖地震の経験を踏まえ、2006年に事業決定がされた。建設主体は北九州市である。完成したのは2011年3月28日、東日本大震災の17日後であり、インフラの冗長化の重要性が再認識された直後であった。

## 事業概要・設備概要
出典。
- 事業期間:2006年度 ～ 2009年度
- 主要施設
  - 送水管:ダグタイル鉄管 管径 900 ～ 1,000mm 延長 約47km
  - 取水～導水施設:遠賀川河口堰、既存導水管等
  - 浄水施設:生物接触ろ過池、排水処理設備等
  - 送水施設:送水管（管径 900 ～ 1,000mm　延長 約44km）
- 送水量:双方向最大50,000m3/日

- 供給量:20,000m3/日
  - 北九州市水道用水供給事業による供給
    - 宗像市:10,000m3/日
    - 福津市:3,000m3/日
    - 古賀市:3,000m3/日
    - 新宮町:4,000m3/日
- 総工費:約187億円
- 建設主体:北九州市（北九州市内）、福岡県（北九州市外。北九州市からの委託。）

## 供給ルート
本城浄水場（北九州市八幡西区）-垂見浄水池（岡垣町） - 飯盛山塩素注入設備施設（古賀市） -  下原配水場（福岡市東区）

## 沿革
- 1994年（平成6年）：北九州と福岡における水道管敷設構想が立ち上がる[3]。
- 2003年（平成15年）3月：北部福岡緊急連絡管事業が設立[5]。
- 2005年（平成17年）3月20日：福岡県西方沖地震が起きる[5]。
- 2006年（平成18年）12月：事業化・着工[3][1][5]
- 2011年（平成23年）
  - 3月28日：竣工[5][6]
  - 4月1日：稼働[6]